# B92
B92 (serbisk kyrilliska: Б92) är en serbisk radio- och TV-kanal.

## Historik
B92 började sända som radiostation, startad av Veran Matić, den 15 maj 1989, och har sitt säte i Belgrad. B92 är en TV-kanal som visar nyheter, film, sport, serier med mera. B92 kan jämföras med Sveriges TV4.
Under Slobodan Milošević dagar vid makten stod kanalen för oberoende journalistik, samt spelade västeuropeisk-anglosaxisk rockmusik. Under NATO:s flygbombningar av Jugoslavien 1999 sände man över Internet, sedan kanalen tystnats av myndigheterna. I oktober år 2000, strax efter att president Slobodan Milošević störtats, inleddes TV-sändningarna.
Fram till juli 2015 sände man även nyheter.

## Bilder

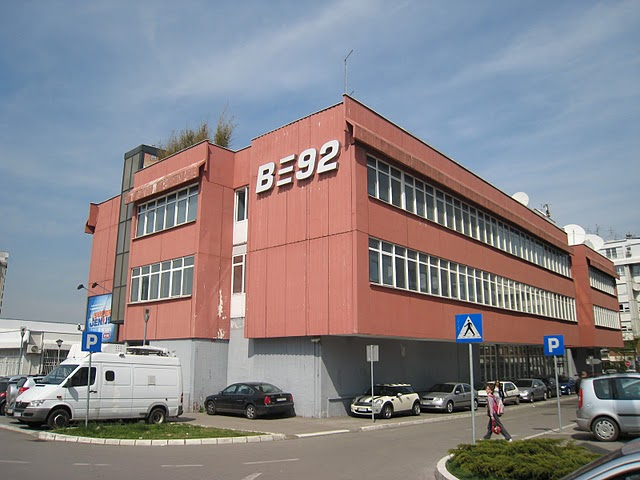
Radio- och tv-huset B92 i Belgrad.

### Fotnoter
1. ↑  ”Rockradion som gav Milošević motstånd” (på svenska). Svenska dagbladet. 12 juni 2002. https://www.svd.se/rockradion-som-gav-milosevic-motstand. Läst 25 april 2018.
2. ↑  Sture Olsson (29 mars 1999). ”Milošević familj flydde till Grekland” (på svenska). Aftonbladet. http://wwwc.aftonbladet.se/nyheter/9903/29/krig3.html. Läst 25 april 2018.
3. ↑  ”Serbia: the beginning and end of Radio B92” (på engelska). OBC Transeuropa. 27 juli 2015. https://www.balcanicaucaso.org/eng/Areas/Serbia/Serbia-the-beginning-and-end-of-Radio-B92-163188. Läst 14 april 2023.
4. ↑  ”Inga fler nyheter av legendaren B92” (på svenska). Östgötacorrespondenten. 10 juli 2015. Arkiverad från originalet den 8 augusti 2015. https://web.archive.org/web/20150808184601/http://www.corren.se/nyheter/varlden/inga-fler-nyheter-av-legendaren-b92-8250969.aspx. Läst 25 april 2018.